# Церква Успіння Пресвятої Богородиці (Камбарка)
Це́рква Успі́ння Пресвято́ї Богоро́диці (Успенська церква) — церква в місті Камбарка Камбарського району Удмуртії, Росія.
Настоятель храму — протоієрей Федір Секретарьов.
Дерев'яна церква збудована на кошти уральських заводчиків Демидових в 1850 році з єдиним престолом в ім'я Успіння Божої матері на місці згорілої Христоріздвяної церкви (збудована в 1794 році). В 1863 році до церковної парафії належали Камбарка, Балаки і Тарасово. Згідно з указом Президії Верховної Ради Удмуртської АРСР 13 лютого 1941 року церква була закрита, будівля передана під культову установу.
Президія уряду Удмуртії 25 грудня 2006 року ухвалила рішення надати церкві статус «Об'єкта культурного спадку (пам'ятник історії та культури) реґіонального значення».